# NBA All-Star Game 1955
L'NBA All-Star Game 1955, svoltosi a New York City, vide la vittoria finale della Eastern Division sulla Western Division per 100 a 91.
Bill Sharman, dei Boston Celtics, fu nominato MVP della partita.

## Squadre

### Western Division
| Western Division    |                    |             |             |             |             |             |             |             |             |             |             |
| Giocatore           | Squadra            | MIN         | FGM         | FGA         | FTM         | FTA         | RIM         | AST         | PT          |             |             |
| Jim Pollard         | Minneapolis Lakers | 27          | 7           | 19          | 3           | 3           | 4           | 0           | 17          |             |             |
| George Yardley      | Fort Wayne Pistons | 22          | 4           | 11          | 3           | 4           | 4           | 2           | 11          |             |             |
| Larry Foust         | Fort Wayne Pistons | 24          | 3           | 10          | 1           | 1           | 7           | 1           | 7           |             |             |
| Andy Phillip        | Fort Wayne Pistons | 28          | 3           | 4           | 0           | 0           | 3           | 6           | 6           |             |             |
| Bobby Wanzer        | Rochester Royals   | 26          | 3           | 7           | 2           | 2           | 3           | 2           | 8           |             |             |
| Bob Pettit          | Milwaukee Hawks    | 27          | 3           | 14          | 2           | 4           | 9           | 2           | 8           |             |             |
| Jack Coleman        | Rochester Royals   | 19          | 2           | 8           | 2           | 3           | 6           | 1           | 6           |             |             |
| Vern Mikkelsen      | Minneapolis Lakers | 25          | 7           | 15          | 2           | 3           | 9           | 1           | 16          |             |             |
| Slater Martin       | Minneapolis Lakers | 23          | 2           | 5           | 1           | 2           | 2           | 5           | 5           |             |             |
| Frank Selvy         | Milwaukee Hawks    | 19          | 2           | 7           | 3           | 4           | 3           | 1           | 7           |             |             |
| Arnie Risen         | Rochester Royals   | infortunato | infortunato | infortunato | infortunato | infortunato | infortunato | infortunato | infortunato | infortunato | infortunato |
| Totale              |                    | 240         | 36          | 100         | 19          | 26          | 50          | 21          | 91          |             |             |
| All. Charley Eckman | Fort Wayne Pistons |             |             |             |             |             |             |             |             |             |             |

MIN: minuti. FGM: tiri dal campo riusciti. FGA: tiri dal campo tentati. FTM: tiri liberi riusciti. FTA: tiri liberi tentati. RIM: rimbalzi. AST: assist. PT: punti

### Eastern Division
| Eastern Division |                       |     |     |     |     |     |     |     |     |
| Giocatore        | Squadra               | MIN | FGM | FGA | FTM | FTA | RIM | AST | PT  |
| Harry Gallatin   | New York Knicks       | 36  | 4   | 7   | 5   | 5   | 14  | 3   | 13  |
| Dolph Schayes    | Syracuse Nationals    | 29  | 6   | 12  | 3   | 3   | 13  | 1   | 15  |
| Ed Macauley      | Boston Celtics        | 27  | 1   | 5   | 4   | 5   | 4   | 2   | 6   |
| Bob Cousy        | Boston Celtics        | 35  | 7   | 14  | 6   | 7   | 9   | 5   | 20  |
| Paul Seymour     | Syracuse Nationals    | 16  | 3   | 8   | 2   | 2   | 3   | 1   | 8   |
| Paul Arizin      | Philadelphia Warriors | 23  | 4   | 9   | 1   | 2   | 2   | 2   | 9   |
| Carl Braun       | New York Knicks       | 16  | 4   | 6   | 0   | 0   | 2   | 2   | 8   |
| Neil Johnston    | Philadelphia Warriors | 15  | 1   | 7   | 1   | 1   | 6   | 1   | 3   |
| Dick McGuire     | New York Knicks       | 25  | 1   | 2   | 1   | 2   | 3   | 6   | 3   |
| Bill Sharman     | Boston Celtics        | 18  | 5   | 10  | 5   | 5   | 4   | 2   | 15  |
| Totale           |                       | 240 | 36  | 80  | 28  | 32  | 60  | 25  | 100 |
| All. Al Cervi    | Syracuse Nationals    |     |     |     |     |     |     |     |     |

MIN: minuti. FGM: tiri dal campo riusciti. FGA: tiri dal campo tentati. FTM: tiri liberi riusciti. FTA: tiri liberi tentati. RIM: rimbalzi. AST: assist. PT: punti